# And Maggie Makes Three
«And Maggie Makes Three» (с англ. — «И Мэгги стала третьей») — тринадцатый эпизод шестого сезона мультсериала «Симпсоны».

## Сюжет
Просматривая семейный фотоальбом, Лиза замечает, что в нём нет фотографий Мэгги. Гомер решает рассказать о её рождении. В 1993 году Гомер не хотел работать на Спрингфилдской АЭС, потому что он мечтал работать в кегельбане. После того, как он получил зарплату, он оплачивает все свои долги, он увольняется с электростанции и получает работу в местном кегельбане.
Когда Гомер и Мардж занимаются сексом, чтобы отпраздновать это событие, она неожиданно забеременела. Мардж знала, что эта новость закончит новый образ жизни Гомера, повлияет на его счастье и к тому же он больше не может содержать семью на зарплату от боулинга. Мардж держит свою беременность в тайне, но она рассказывает об этом Пэтти и Сельме, которые, желая погубить жизнь Гомера, распространяют эту новость по всему городу.
Гомер был не счастлив, когда узнаёт о беременности Мардж, и был полон энтузиазма по поводу предстоящих родов. Из-за финансовых проблем, вызванных беременностью, Гомер был вынужден уволиться из кегельбана и вернуться на электростанцию. Мистер Бёрнс восстанавливает Гомера на его прошлой работе, но помещает в его кабинете большую доску, которая гласит: «Не забывай: ты здесь навеки» (англ. Don't forget: you're here forever). Гомер был снова несчастен на своей работе, но, как и дети, когда Мэгги родилась, Гомер сразу же влюбился в неё. Вернувшись в настоящее, Барт и Лиза все еще не понимают, какое это имеет отношение к фотографиям Мэгги. Гомер упоминает, что они находятся в месте, где он нуждается в них больше всего. Затем показывается кабинет Гомера, где все фотографии Мэгги расположены на стене, в том числе и на доске, которая теперь гласит: «Ты здесь ради неё» (англ. Do it for her).

## Культурные отсылки
- Сцена на диване отсылает к фильмам о Джеймсе Бонде.
- Телесериал «Катер детективов» отсылает к телесериалу «Рыцарь дорог (телесериал, 1982)».
- Когда Гомер говорит: «Я всего добьюсь» и бросает шар для боулинга — отсылка к началу «Шоу Мэри Тайлер Мур», в котором Мэри бросает шляпу.
- Причёска доктора Хибберта сделана по образцу Арсенио Холла.

## Отношение критиков и публики
В своём первоначальном американском вещании эпизод стал 47-м, с 10,3 миллионами по рейтингу Нильсена. Это был четвёртый самый высокий рейтинг шоу на сети Fox за ту неделю после «Мелроуз Плейс», «Беверли-Хиллз, 90210» и «Рок-н-рольный чемпионат по катанию».
Эпизод получил положительные отзывы от поклонников и телевизионных критиков. Британский комик, автор сценария и приглашённая звезда серии «Homer Simpson, This Is Your Wife», Рики Джервейс незадолго до премьеры «Homer Simpson, This Is Your Wife», в интервью «Entertainment Weekly», назвал пять своих самых любимых серий «Симпсонов» и поставил эпизод на второе место, сказав: «Мистер Бёрнс даёт Гомеру эту страшную доску у него над столом, которая гласит: „Не забывай: Ты здесь навеки“. Это говорит о том, что иногда дела идут не так, как вы планировали, что довольно удивительно в мультфильме. Позже Гомер кладёт все фотографии Мэгги, когда-либо снятые, и стратегически закрывает эту ужасную вещь, так что на доске написано: „Ты здесь ради неё“. У меня появляется кусок в горле, когда я думаю об этом». Авторы книги «I Can’t Believe It’s a Bigger and Better Updated Unofficial Simpsons Guide» Уэрэн Мартин и Адриан Вуд написали: «Удивительный традиционный эпизод. Воспоминания к 1993 году кажутся странными, но это хороший пример того, как история не слишком полагается на работников съёмочной группы и приводит в замешательство из-за своего успеха.» В обзоре шестого сезона Джошуа Клейн из «Chicago Tribune» назвал «And Maggie Makes Three», «Treehouse of Horror V», «Homer Badman», и «Lisa’s Rival» его любимыми эпизодами сезона.
Адам Финли из «TV Squad» сказал: «Эпизоду удаётся быть одновременно и невероятно смешным и невероятно трогательным, что является признаками хорошего эпизода „Симпсонов“. Эпизод имеет много приколов, но эмоции тоже очень реальные. Гомер не в восторге от идеи завести ребёнка, эпизод показывает и тёмную сторону, имеющую кормление ещё одного рта.» Гид DVD Movie Колин Якобсон написал в обзоре шестого сезона: «Флешбэки в эпизодах „Симпсонов“, как правило, работают хорошо и этот эпизод не является исключением. На самом деле, данная серия является одной из моих любимых, но частично из-за чрезмерности других. В любом случае, тут много весёлых моментов, — например сцена, которая объясняет выпадение волос Гомера». Кэвин Вонг из «PopMatters» написал, что невероятно трогательно смотреть на отцовство.